# Cucullia lilacina
Cucullia lilacina là một loài bướm đêm thuộc họ Noctuidae. Nó được tìm thấy ở México và tây nam Hoa Kỳ. Tại Hoa Kỳ nó được tìm thấy ở vùng núi phía nam Arizona, đến tận phía bắc đến White Mountains và phía đông đến Grand Canyon. Nó cũng hiện diện ở phần lớn New Mexico và tây Texas. 
Sải cánh dài khoảng 42 mm. Con trưởng thành bay từ tháng 6 đến tháng 10 tại Hoa Kỳ.
Ấu trùng ăn Erigeron divergens.